# Brotomys contractus
Espèce
Boromys contractus est une espèce de mammifères rongeurs de la famille des Echimyidae qui regroupe des rats épineux originaires d'Amérique latine. C'est une espèce éteinte.

## habitat
Il a été repérer à Haiti . Son habitat naturel était situé dans les forêts de plaine humides subtropicales ou tropicales.